# كوفيني للهندسة
كوفيني للهندسة (بالإيطالية: Covini Engineering)‏ هي شركة إيطالية لصناعة السيارات، تشتهر بصناعة السيارات الرياضية، أسستها شركة فيروتشيو في عام 1978. يقع مقر الشركة في مدينة بياتشنزا في إيطاليا، من أبرز صناعات الشركة هي سيارة كوفيني سي ستة دبليو وهي سيارة رياضية تتميز بشكلها الخارجي الجميل وأمتلاكها لستة عجلات ومحورين كما حاولت الشركة صنع طائرة هليكوبتر خفيفة الوزن.